# موسیقی صلح
موسیقی صلح یکی از مجموعه کنسرت‌های شهرام ناظری است که در دور آمریکا اجرا شد این موسیقی که به کنسرت لس آنجلس نیز معروف است در آبان ماه سال ۱۳۸۸ (۳ اکتبر) اجرا شد؛ این اجرا به کمک یک گروه بین المللی به همت حافظ ناظری صورت گرفت. همچنین ناظری که سال‌های زیادی را صرف تحقیق دربارهٔ شاهنامه‌خوانی آوازی کرده‌بود، در ۱۴ نوامبر همان سال در نیویورک در تالار کارنگی اقدام به اجرای برنامه و شاهنامه‌خوانی آوازی کرد. آهنگسازی، تنظیم و تدوین این کنسرت بر عهدهٔ حافظ ناظری بود.

## اشعار
در این دو کنسرت از اشعار مولوی و فردوسی بهره‌گرفته شد؛ بخشی از شعرهای اجرا شده در این کنسرت را در ادامه می‌بینیم:
| شاد آمدم، شاد آمدم   |  | وز جمله آزاد آمدم   |
| چندین هزاران سال شد  |  | تا من به گفتار آمدم |
| من مرغ لاهوتی بُدَم    |  | دیدی که ناسوتی شُدَم  |
| دامش ندیدم ناگهان    |  | در پی گرفتار آمدم   |
| باز آمدم، باز آمدم   |  | از پیش آن یار آمدم  |
| در من نِگَر، در من نِگَر |  | بحر تو غم خوار آمدم |

## یادداشت
1. ↑  Carnegie Hall

## منبع
- تارنمای شهرام ناظری
- پایگاه مجازی دلنوازها